# Pleurospermum erosum
Pleurospermum erosum är en flockblommig växtart som först beskrevs av Dc., och fick sitt nu gällande namn av P.K.Mukh. Pleurospermum erosum ingår i släktet piplokor, och familjen flockblommiga växter. Inga underarter finns listade i Catalogue of Life.